# Gymshark
Gymshark — британский бренд одежды и аксессуаров для фитнеса, производитель и розничный торговец со штаб-квартирой в Солихалле, Англия. Основанная в июне 2012 года, Gymshark создает и распространяет свой собственный ассортимент одежды для фитнеса.
В 2020 году компания оценивалась более чем в 1 миллиард фунтов стерлингов. Бен Фрэнсис является мажоритарным владельцем компании. В октябре 2022 года компания открыла свой первый розничный магазин на лондонской Риджент-стрит.

## История

### 2012—2015: Ранняя история
Gymshark была основана школьными друзьями Беном Фрэнсисом и Льюисом Морганом в 2012 году. Обоим по 20 лет, они создали бренд во время учёбы в университете. Фрэнсис учился в Aston University до того, как бросить учёбу, и работал водителем доставки в Pizza Hut, когда он только основал компанию.
Gymshark начала прямую доставку (дропшиппинг) добавок для бодибилдинга через свой веб-сайт. В 2013 году компания начала разрабатывать и производить собственную одежду для фитнеса.
Первоначально Фрэнсис изготавливал одежду в гараже своих родителей на заказ, используя швейную машинку и трафаретный принтер, которые он приобрел на сэкономленные 1000 фунтов стерлингов. В течение первого года продажи Gymshark составляли 500 фунтов стерлингов в день.
В 2013 году компания участвовала в выставке BodyPower fitness trade show на NEC arena в Бирмингеме, где в первый же день были распроданы все её запасы. После шоу роскошный спортивный костюм Gymshark стал вирусным на Facebook, собрав 30 000 фунтов стерлингов продаж в течение 30 минут.
Когда выручка компании достигла 250 000 фунтов стерлингов, Фрэнсис и Морган оба покинули университет, чтобы полностью сосредоточиться на Gymshark.
В 2016 году Морган частично вышел из бизнеса, сохранив 20 % компании, чтобы сосредоточиться на других своих предприятиях, девелоперской компании Ernest Cole и модном лейбле Maniere De Voir.

### 2016-настоящее время: Экспансия
В 2016 году Gymshark была названа самой быстрорастущей компанией Великобритании в рейтинге The Sunday Times Fast Track 100.
В 2018 году Gymshark переехала из своего офиса в Реддиче в новую штаб-квартиру площадью 42 000 квадратных футов в бизнес-парке Блайт-Вэлли. В том же году объём продаж Gymshark составил 100 миллионов фунтов стерлингов.
В 2019 году компания открыла новый офис площадью 8000 квадратных футов в Гонконге. В сентябре того же года Gymshark запустила Gymshark Lifting Club, центр тренажерного зала и инноваций, на том же месте, что и её штаб-квартира в Бирмингеме.
В августе 2020 года американская частная инвестиционная компания General Atlantic приобрела 21 % акций компании, стоимость которой превысила 1 миллиард фунтов стерлингов. Компания заявила, что будет использовать финансирование для дальнейшей экспансии по всему миру.
В ноябре 2021 года Gymshark назначила Гэри Вайнерчука советником правления компании.